# Aristida mutabilis
Aristida mutabilis är en gräsart som beskrevs av Carl Bernhard von Trinius och Franz Josef Ivanovich Ruprecht. Aristida mutabilis ingår i släktet Aristida och familjen gräs. Utöver nominatformen finns också underarten A. m. nigritiana.